# The movies (joc)
The movies és un joc de simulació econòmica (tycoon) creats per Lionhead Studios per a Microsoft Windows i posteriorment per Mac OS X i Apple per Feral Interactive. Va ésser posat a la venda el 8 de novembre del 2005 a la venda als Estats Units, i l'11 de novembre del 2005 a Europa.
Hi havia versions del joc per a PS2 i XBOX però el 3 d'abril del 2005 la companyia va descartar el projecte i es va crear exclusivament per PC.
El joc et permet convertir-te en un magnat de Hollywood, prendre les decisions del teu propi estudi de cinema i de la creació de pel·lícules.

## Expansions del joc
- The movies stunts & effects: Única expansió del joc que afegeix efectes especials i dobles així com la capacitat per designar de l'angle de la càmera.